# 安来のおじ
安来 のおじ（やすぎ のおじ）は、主に山陰地方で活動を行っているシンガーソングライターで、フォークグループ猫の元メンバー。
島根県安来市出身。2007年から別名義でノグチ アツシとして活動している。

## 来歴・人物
自称「シンガーソング100円ライター」。
山陰地方では、テレビリポーターやラジオ番組のパーソナリティとして活動をしており、安来弁を大げさに表現したやや舌足らず気味の独特のトークを行っている。
2001年4月に初のオリジナルアルバム『楽』を、2004年6月に2ndアルバム『OZILOGY』をそれぞれリリース。
『楽』は山陰地方で5週間アルバムヒットチャート1位となり、年間アルバムヒットチャートでも1位となっている。『OZILOGY』は島根県の一部のCDショップで、Mr.Children「シフクノオト」を抜いて一位になった。
ノグチアツシ名義での活動もある。
小片悦子と共にパーソナリティを務める『おがっちのレトロ本舗』（FM山陰）は、2001年に民間放送連盟大賞のエンターテイメント部門で中四国ブロックで最優秀賞、全国大会で優秀賞を獲得した。

## ディスコグラフィー

### アルバム

#### 安来のおじ
1. 楽（2001年6月）
2. OZILOGY（2004年4月）
3. OZI PARADISE（2017年4月20日）

#### ノグチアツシ
1. 風（2007年7月7日）
2. HOMEMADE JAM（2013年2月17日）
3. as it is -そのまま-（2016年9月3日）
4. ゴハンノジカン（2017年5月31日）

### ベストアルバム

#### 安来のおじ
1. BEST BURN!!（2013年9月7日）

## 出演

### ラジオ番組
- おがっちのレトロ本舗（FM山陰）

### テレビ番組
- お宝発見!とれとれトレジャー（山陰中央テレビ）
- 新ふるさと夢紀行（山陰中央テレビ）
- 安来のおじ・浜田真理子・おがっちの「よもよもだらぞ」（ひらたCATV）